# سومی اوتوشی
سومی اوتوشی (به ژاپنی: 隅落)-(به انگلیسی: Sumi otoshi) یکی از فنون و تکنیک‌های دستهٔ ناگه-وازا رشتهٔ ورزشی جودو است که در زیردستهٔ ته-وازا دسته‌بندی می‌شود. 